# Dibunus similis
Dibunus similis is een hooiwagen uit de familie Epedanidae.